# Liste der denkmalgeschützten Objekte in Wörschach
Die Liste der denkmalgeschützten Objekte in Wörschach enthält die 6 denkmalgeschützten, unbeweglichen Objekte der Gemeinde Wörschach im steirischen Bezirk Liezen.

## Denkmäler
| Foto |                 | Denkmal                                                                          | Standort                                               | Beschreibung | Metadaten |
| ---- | --------------- | -------------------------------------------------------------------------------- | ------------------------------------------------------ | --- | --- |
| ja   | Datei hochladen | Kath. Pfarrkirche hl. Anna HERIS-ID: 51983 Objekt-ID: 57836                      | Dorfstraße Standort KG: Wörschach                      | → Hauptartikel : Pfarrkirche Wörschach f1 | BDA-Hist.: Q38048414 Status: § 2a Stand der BDA-Liste: 2025-06-30 Name: Kath. Pfarrkirche hl. Anna GstNr.: .33 Pfarrkirche hl. Anna, Wörschach |
| ja   | Datei hochladen | Ehem. Meierhof der Burg Wolkenstein HERIS-ID: 57547 Objekt-ID: 67731             | Dorfstraße 1 Standort KG: Wörschach                    | Die ehemalige Meierei der Burg ist im Keller mit 1704 bezeichnet. Der breitgelagerte zweigeschoßige Bau mit Satteldach hat eine breite Einfahrt, im Obergeschoß ein Doppelfenster in der Portalachse und schmiedeeiserne Fensterkörbe um 1710. | BDA-Hist.: Q38077197 Status: Bescheid Stand der BDA-Liste: 2025-06-30 Name: ehem. Meierhof der Burg Wolkenstein GstNr.: .1 Meierhof Wörschach  |
| ja   | Datei hochladen | Pfarrhof HERIS-ID: 84461 Objekt-ID: 98560                                        | Dorfstraße 21 Standort KG: Wörschach                   | | BDA-Hist.: Q38183044 Status: § 2a Stand der BDA-Liste: 2025-06-30 Name: Pfarrhof GstNr.: .31 Pfarrhof Wörschach                                |
| ja   | Datei hochladen | Au-Kapelle HERIS-ID: 84472 Objekt-ID: 98571                                      | In der Au 259, gegenüber Standort KG: Wörschach        | | BDA-Hist.: Q38183069 Status: § 2a Stand der BDA-Liste: 2025-06-30 Name: Au-Kapelle GstNr.: 43/26 Au-Kapelle Wörschach                          |
| ja   | Datei hochladen | Burgruine Wolkenstein HERIS-ID: 58682 Objekt-ID: 69455                           | Wolkensteinstraße 270, nördlich Standort KG: Wörschach | → Hauptartikel : Burg Wolkenstein (Steiermark) f1 | BDA-Hist.: Q1014662 Status: Bescheid Stand der BDA-Liste: 2025-06-30 Name: Burgruine Wolkenstein GstNr.: 790, 791, 792 Burgruine Wolkenstein   |
| ja   | Datei hochladen | Spätantike Rückzugssiedlung auf dem Röthelstein HERIS-ID: 77255 Objekt-ID: 90873 | Röthelstein Standort KG: Wörschach                     | Die spätantike Höhensiedlung stammt aus dem späten 4. und 5. Jahrhundert. | BDA-Hist.: Q38148839 Status: Bescheid Stand der BDA-Liste: 2025-06-30 Name: Spätantike Rückzugssiedlung auf dem Röthelstein GstNr.: 718, 572/1 |